# Аеродром Тјенцин-Бинхај
Међународни аеродром Тјенцин-Бинхај (кин: 天津滨海国际机场/Tianjin Zhangguizhuang Airport) је међународни аеродром великог кинеског града Тјенцина. Аеродром је смештен 8 km источно од средишта града, а како је сам Тјенцин близу Пекинга, онда овај аеродром посредно опслужује и кинеску престоницу, која је удаљена 130 km северозападно од њега. 
Аеродром у Тјенцину спада у прометније аеродроме у Кини. 2019. године кроз њега је прошло преко 20 милиона путника. 
На аеродрому је авио-чвориште за два велика авиопревозника: „Океј Ервејс” и „Тјенцин ерлајнс”, док је битан и за „Ер Чајну” и „Сјаменер”. 